# Josipa
Josipa je žensko osebno ime.

## Izvor imena
Ime Josipa je različica ženskega osebnega imena Jožefa oziroma moškega osebnega imena Jožef.

## Pogostost imena
Po podatkih Statističnega urada Republike Slovenije je bilo na dan 31. decembra 2007 v Sloveniji število ženskih oseb z imenom Josipa: 312.

## Osebni praznik
Osebe z imenom Josipa lahko godujejo skupaj z Jožefi oziroma Jožefami.